# Hungarian International 2005
Die Hungarian International 2005 im Badminton fanden vom 27. bis zum 30. Oktober 2005 in Budapest statt. Es war die 30. Auflage dieser internationalen Meisterschaften von Ungarn. Das Preisgeld betrug 2.500 US-Dollar. Der Referee war Marcel Pierloot aus Belgien.

## Austragungsort
- BME MAFC Gabányi László Sportshall, Hauszmann Alajos u. 10 (XI. Distrikt)

## Sieger und Platzierte
| Disziplin    | Gold                                 | Silber                          | Bronze                           |
| ------------ | ------------------------------------ | ------------------------------- | -------------------------------- |
| Herreneinzel | Anup Sridhar                         | Scott Evans                     | Jan Fröhlich                     |
| Herreneinzel | Anup Sridhar                         | Scott Evans                     | Petr Koukal                      |
| Dameneinzel  | Atu Rosalina                         | Petya Nedelcheva                | Ekaterina Ananina                |
| Dameneinzel  | Atu Rosalina                         | Petya Nedelcheva                | Maja Tvrdy                       |
| Herrendoppel | Jürgen Koch Peter Zauner             | Mihail Popov Svetoslav Stoyanov | James Phillips Joe Morgan        |
| Herrendoppel | Jürgen Koch Peter Zauner             | Mihail Popov Svetoslav Stoyanov | Bruce Topping Mark Topping       |
| Damendoppel  | Anastasia Russkikh Ekaterina Ananina | Imogen Bankier Emma Mason       | Ang Li Peng Lim Pek Siah         |
| Damendoppel  | Anastasia Russkikh Ekaterina Ananina | Imogen Bankier Emma Mason       | Sabine Franz Simone Prutsch      |
| Mixed        | Vladimir Malkov Anastasia Russkikh   | Jacob Chemnitz Julie Houmann    | Jan Fröhlich Eva Brožová         |
| Mixed        | Vladimir Malkov Anastasia Russkikh   | Jacob Chemnitz Julie Houmann    | Miha Horvat Natalia Peshekhonova |

## Finalergebnisse
| Disziplin    | Sieger                               | Finalist                        | Ergebnis        |
| ------------ | ------------------------------------ | ------------------------------- | --------------- |
| Herreneinzel | Anup Sridhar                         | Scott Evans                     | 15:3 15:4       |
| Dameneinzel  | Atu Rosalina                         | Petya Nedelcheva                | 11:6 11:6       |
| Herrendoppel | Jürgen Koch Peter Zauner             | Mihail Popov Svetoslav Stoyanov | 15:5 15:9       |
| Damendoppel  | Anastasia Russkikh Ekaterina Ananina | Imogen Bankier Emma Mason       | 15:4 10:15 15:5 |
| Mixed        | Vladimir Malkov Anastasia Russkikh   | Jacob Chemnitz Julie Houmann    | 15:12 15:12     |